# Cody Fry

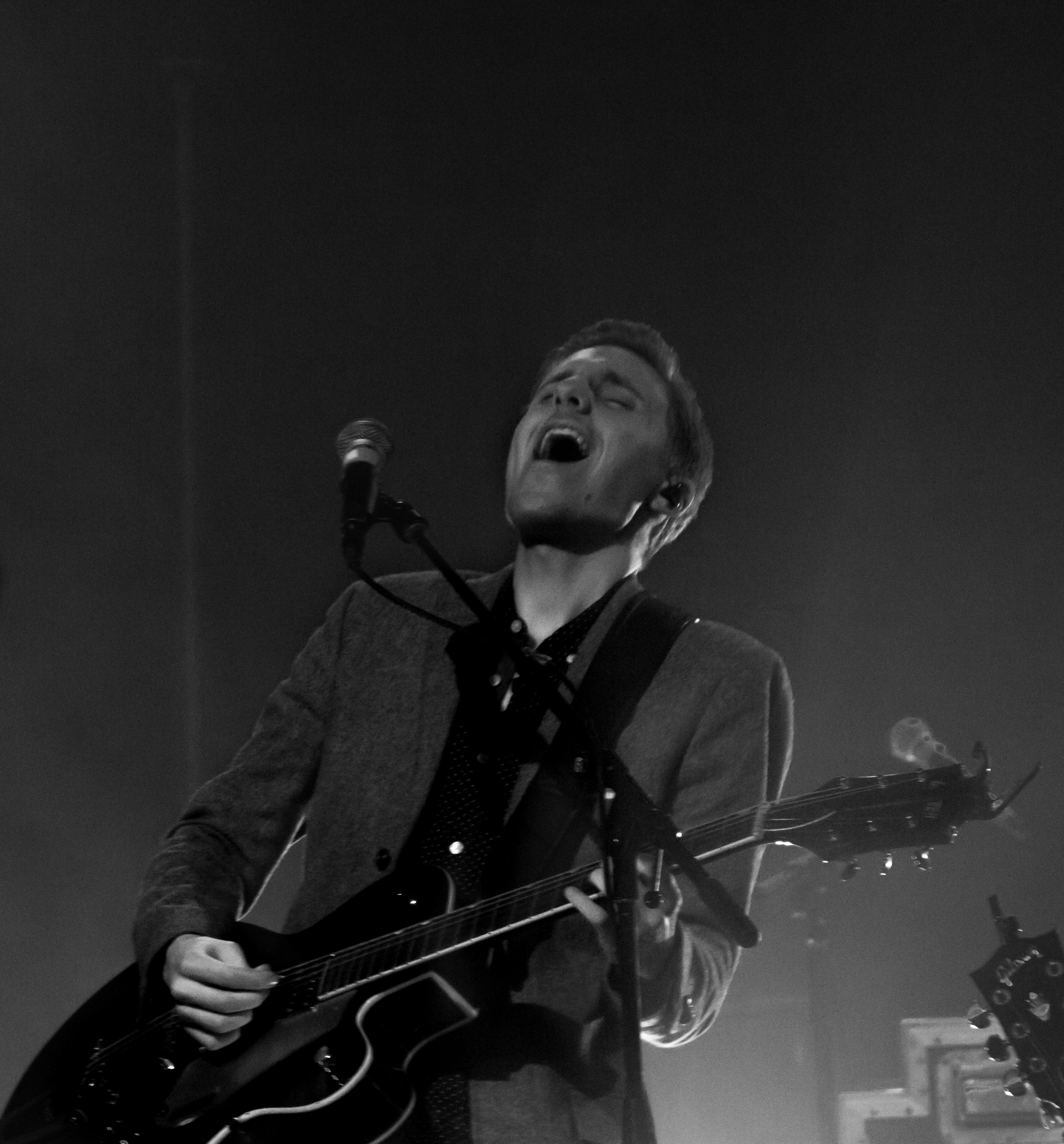
Cody Fry (2016)

Cody Fry (* 10. Juli 1990 in Illinois) ist ein US-amerikanischer Singer-Songwriter, Komponist und Produzent aus Nashville.

## Leben
Cody Fry ist der Sohn des Komponisten Gary Fry. Er wuchs in einem Vorort von Chicago auf und studierte Gesang an der Belmont University in Nashville.
Fry war einer der 48 Finalisten in der 14. Staffel von American Idol.
2021 fand sein Lied I Hear a Symphony auf TikTok große Verbreitung. Im selben Jahr wurde seine Coverversion des Beatles-Lieds Eleanor Rigby für einen Grammy in der Kategorie „bestes instrumentales und vokales Arrangement“ nominiert.

## Diskografie

### Alben
- 2012: audio:cinema
- 2014: Keswick
- 2017: Flying
- 2019: Christmas Music
- 2021: Pictures of Mountains
- 2022: Symphony Sessions
- 2024: I Hear a Symphony

### Singles
- 2017: I Hear a Symphony (US: Platin)[5]

## Filmografie
- 2024: Sketch